# Penske
La Penske Racing, Inc. è una scuderia automobilistica statunitense, con sede a Mooresville in Carolina del Nord, che ha debuttato nella massima formula nel 1974 nel corso del Gran Premio del Canada, con la vettura PC1 guidata da Mark Donohue, ottenendo il dodicesimo posto. Come scuderia privata, sempre con Donohue alla guida, aveva esordito nel 1971, correndo con una McLaren solo il Gran Premio del Canada e ottenendo un ottimo terzo posto.

## Storia

### Formula 1

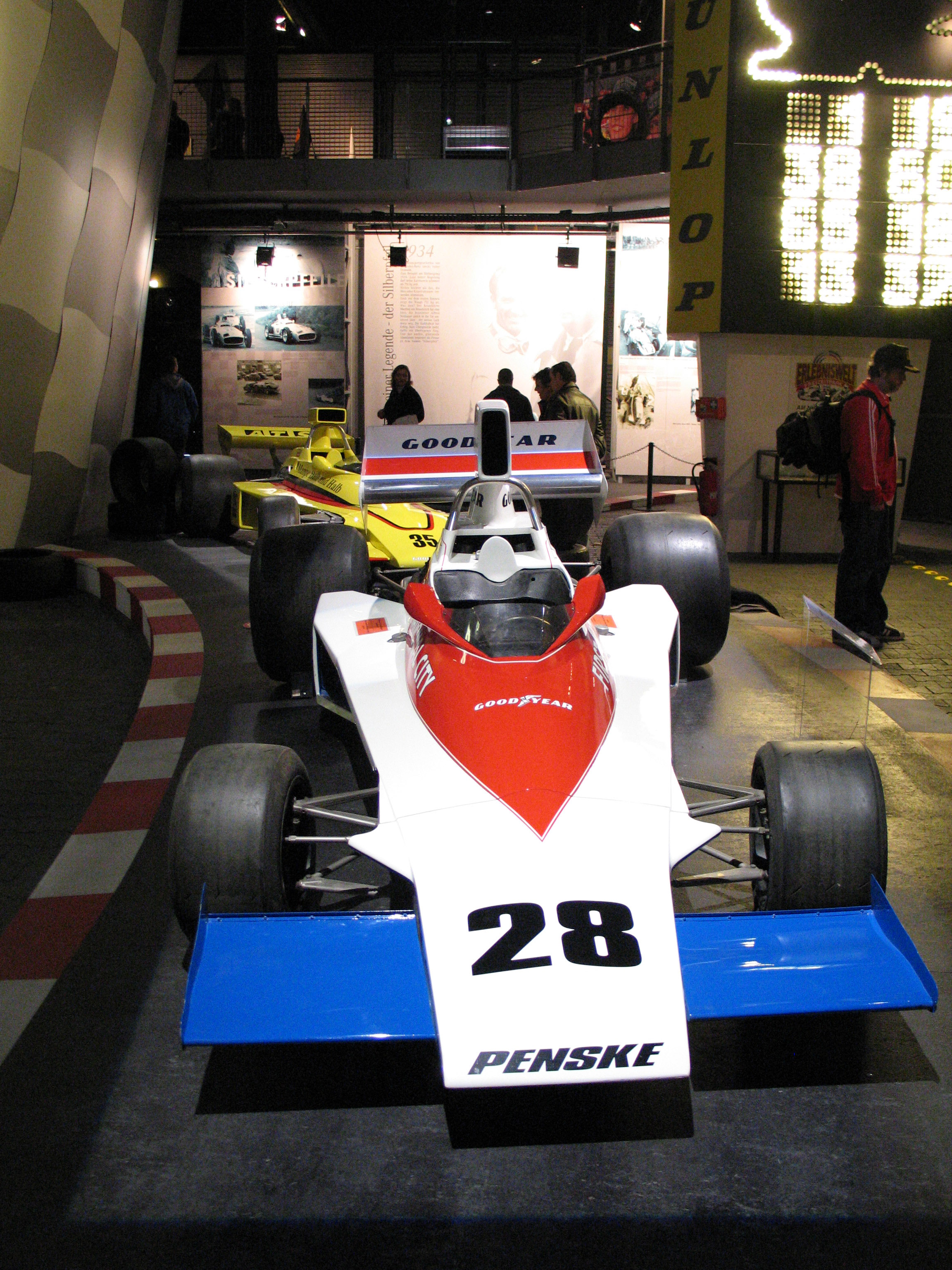
Penske PC1 (1975)

Il suo fondatore Roger Penske aveva una grande esperienza nei campionati nordamericani. Nel 1975 ottenne i primi punti nel Gran Premio di Svezia (5º posto) sempre con Donohue. Il pilota statunitense perirà durante le prove del Gran Premio d'Austria, a seguito di un incidente dovuto allo scoppio di uno pneumatico. La stagione verrà conclusa da John Watson.
L'anno seguente la scuderia otterrà la sua unica vittoria proprio nel Gran Premio d'Austria, sempre con al volante Watson, con il modello PC4. Al termine della stagione però la scuderia perderà il suo sponsor principale, la First National City Bank, concentratosi sulla Tyrrell e sarà costretto al ritiro. Infatti nel 1977 correranno delle Penske gestite da un'altra scuderia, la tedesca ATS. Jean-Pierre Jarier riuscirà comunque nella prima gara ad ottenere un punto. Nel 1979 la Penske collaborerà con Héctor Rebaque per la creazione della monoposto omonima.

### Campionati nordamericani

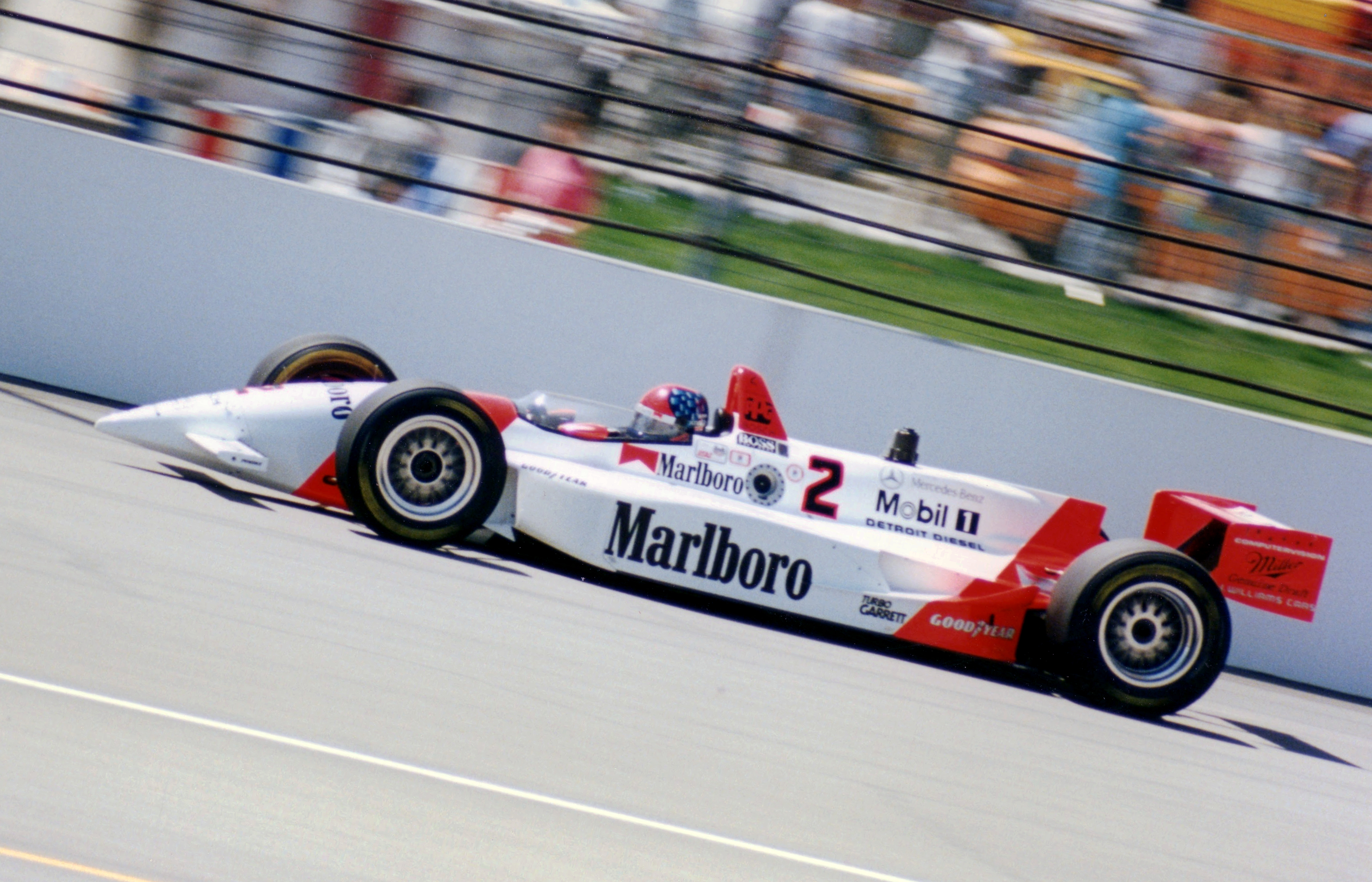
La Penske PC-23 Mercedes impiegata nel campionato CART del 1994

Abbandonata la Formula 1 la scuderia si è nuovamente concentrata sulle gare nordamericane con ottimi risultati. Da decenni il team Penske è una colonna portante della serie CART prima e, in seguito, della IndyCar, avendo vinto 235 gare, 16 campionati nazionali, siglato 296 pole position e ottenuto 19 vittorie alla 500 Miglia di Indianapolis, tra cui i tre successi consecutivi del 2001, 2002 e 2003, nonché 4 vittorie con Rick Mears e 3 con Hélio Castroneves. 
Il team si presenta dal 2006 alla 2008 al via dell'American Le Mans Series come team ufficiale Porsche schierando due Porsche RS Spyder. La vettura debutta nelle ultime gare del 2005 dimostrandosi subito veloce e competitiva ma non ancora affidabile. Dal 2006 il team conquista tre titoli team (2006, 2007, 2008) di classe LMP2, dà alla Porsche 3 titoli costruttori (2006, 2007, 2008) e conquista due titoli piloti (2007, 2008), mancando la tripletta per alcuni inconvenienti meccanici. La vettura si dimostra competitiva anche per la classifica assoluta tanto da battere in alcune gare le Audi R8 e R10 della categoria superiore, sfruttando la maggior maneggevolezza della piccola Porsche RS Spyder. Questa competitività frutterà una vittoria assoluta alla 12 Ore di Sebring e due alla Petit Le Mans, oltre che altre vittorie nelle altre gare del campionato ALMS.
NASCAR
La scuderia opera tre vetture nella NASCAR Cup Series (#2, #12, #22), rispettivamente guidate da Austin Cindric, Ryan Blaney e Joey Logano. La Penske vanta la vittoria di cinque titoli mondiali (2012, 2018, 2022, 2023, 2024) ed oltre 170 gare, rientrando tra i team più vincenti della categoria.
Campionato del Mondo Endurance
La Porsche decide di costruire il suo nuovo prototipo LMDh per competere nel Campionato del mondo endurance dal 2023, la casa tedesca sceglie Penske come il team ufficiale. I primi piloti scelti sono Dane Cameron e Felipe Nasr. Durante la presentazione della vettura nel giugno 2022, vengono annunciati altri sei piloti, Kévin Estre, Michael Christensen, André Lotterer, Laurens Vanthoor, Matt Campbell, Mathieu Jaminet.

## Risultati

### Formula 1
| Anno | Vettura | Motore            | Gomme | Piloti  |  |  |  |  |  |  |  |  |  |  |  |  |  |    |     |  | Punti | Pos. |
| ---- | ------- | ----------------- | ----- | ------- |  |  |  |  |  |  |  |  |  |  |  |  |  | -- | --- |  | ----- | ---- |
| 1974 | PC1     | Ford-Cosworth DFV | G     | Donohue |  |  |  |  |  |  |  |  |  |  |  |  |  | 12 | Rit |  | 0     |      |

| Anno | Vettura         | Motore            | Gomme | Piloti  |   |     |   |     |     |    |   |   |     |   |     |    |  |   |  |  | Punti | Pos. |
| ---- | --------------- | ----------------- | ----- | ------- | - | --- | - | --- | --- | -- | - | - | --- | - | --- | -- |  | - |  |  | ----- | ---- |
| 1975 | PC1 e March 751 | Ford-Cosworth DFV | G     | Donohue | 7 | Rit | 8 | Rit | Rit | 11 | 5 | 8 | Rit | 5 | Rit | NP |  |   |  |  | 2     | 12º  |
| 1975 | PC1 e March 751 | Ford-Cosworth DFV | G     | Watson  |   |     |   |     |     |    |   |   |     |   |     |    |  | 9 |  |  | 2     | 12º  |

| Anno | Vettura   | Motore            | Gomme | Piloti |     |   |    |     |   |    |     |   |   |   |   |     |    |    |   |     | Punti | Pos. |
| ---- | --------- | ----------------- | ----- | ------ | --- | - | -- | --- | - | -- | --- | - | - | - | - | --- | -- | -- | - | --- | ----- | ---- |
| 1976 | PC3 e PC4 | Ford-Cosworth DFV | G     | Watson | Rit | 5 | NC | Rit | 7 | 10 | Rit | 3 | 3 | 7 | 1 | Rit | 11 | 10 | 6 | Rit | 20    | 5º   |

| Legenda | 1º posto     | 2º posto | 3º posto    | A punti         | Senza punti/Non class.  | Grassetto – Pole position Corsivo – Giro più veloce |
| Legenda | Squalificato | Ritirato | Non partito | Non qualificato | Solo prove/Terzo pilota | Grassetto – Pole position Corsivo – Giro più veloce |

### Campionato sportprototipi IMSA
| Anno | Classe    | Vettura      | Pilota              | 1      | 2      | 3     | 4     | 5     | 6      | 7      | 8      | 9      | 10     | PP  | Punti | PC | Punti |
| ---- | --------- | ------------ | ------------------- | ------ | ------ | ----- | ----- | ----- | ------ | ------ | ------ | ------ | ------ | --- | ----- | -- | ----- |
| 2018 | Prototype | Acura ARX-05 | Dane Cameron        | DAY 10 | SEB 14 | LBH 5 | MOH 2 | BEL 3 | WGL 3  | MOS 10 | ELK 5  | LGA 3  | ATL 13 | 5°  | 251   | 5° | 251   |
| 2018 | Prototype | Acura ARX-05 | Juan Pablo Montoya  | DAY 10 | SEB 14 | LBH 5 | MOH 2 | BEL 3 | WGL 3  | MOS 10 | ELK 5  | LGA 3  | ATL 13 | 5°  | 251   | 5° | 251   |
| 2018 | Prototype | Acura ARX-05 | Simon Pagenaud      | DAY 10 | SEB 14 | LBH   | MOH   | BEL   | WGL    | MOS    | ELK    | LGA    | ATL 13 | 34° | 56    | 5° | 251   |
| 2018 | Prototype | Acura ARX-05 | Ricky Taylor        | DAY 9  | SEB 15 | LBH 6 | MOH 1 | BEL 2 | WGL 12 | MOS 5  | ELK 10 | LGA 10 | ATL 5  | 7°  | 243   | 7° | 243   |
| 2018 | Prototype | Acura ARX-05 | Hélio Castroneves   | DAY 9  | SEB 15 | LBH 6 | MOH 1 | BEL 2 | WGL 12 | MOS 5  | ELK 10 | LGA 10 | ATL 5  | 7°  | 243   | 7° | 243   |
| 2018 | Prototype | Acura ARX-05 | Graham Rahal        | DAY 9  | SEB 15 | LBH   | MOH   | BEL   | WGL    | MOS    | ELK    | LGA    | ATL 5  | 31° | 64    | 7° | 243   |
| 2019 | DPi       | Acura ARX-05 | Dane Cameron        | DAY 6  | SEB 9  | LBH 3 | MOH 1 | BEL 1 | WGL 3  | MOS 3  | ELK 2  | LGA 1  | ATL 4  | 1°  | 302   | 1° | 302   |
| 2019 | DPi       | Acura ARX-05 | Juan Pablo Montoya  | DAY 6  | SEB 9  | LBH 3 | MOH 1 | BEL 1 | WGL 3  | MOS 3  | ELK 2  | LGA 1  | ATL 4  | 1°  | 302   | 1° | 302   |
| 2019 | DPi       | Acura ARX-05 | Simon Pagenaud      | DAY 6  | SEB 9  | LBH   | MOH   | BEL   | WGL    | MOS    | ELK    | LGA 1  | ATL 4  | 20° | 75    | 1° | 302   |
| 2019 | DPi       | Acura ARX-05 | Ricky Taylor        | DAY 3  | SEB 4  | LBH 2 | MOH 5 | BEL 3 | WGL 5  | MOS 5  | ELK 7  | LGA 2  | ATL 3  | 3°  | 284   | 3° | 284   |
| 2019 | DPi       | Acura ARX-05 | Helio Castroneves   | DAY 3  | SEB 4  | LBH 2 | MOH 5 | BEL 3 | WGL 5  | MOS 5  | ELK 7  | LGA 2  | ATL 3  | 3°  | 284   | 3° | 284   |
| 2019 | DPi       | Acura ARX-05 | Alexander Rossi     | DAY 3  | SEB 4  | LBH   | MOH   | BEL   | WGL    | MOS    | ELK    | LGA    | ATL    | 23° | 58    | 3° | 284   |
| 2019 | DPi       | Acura ARX-05 | Graham Rahal        | DAY    | SEB    | LBH   | MOH   | BEL   | WGL    | MOS    | ELK    | LGA    | ATL 3  | 30° | 30    | 3° | 284   |
| 2020 | DPi       | Acura ARX-05 | Dane Cameron        | DAY 4  | DAY 4  | SEB 6 | ELK 8 | ATL 6 | MOH 7  | ATL 3  | LGA 2  | SEB 2  |        | 6°  | 247   | 6° | 247   |
| 2020 | DPi       | Acura ARX-05 | Juan Pablo Montoya  | DAY 4  | DAY 4  | SEB 6 | ELK 8 | ATL 6 | MOH 7  | ATL 3  | LGA 2  | SEB 2  |        | 6°  | 247   | 6° | 247   |
| 2020 | DPi       | Acura ARX-05 | Simon Pagenaud      | DAY 4  | DAY    | SEB   | ELK   | ATL   | MOH    | ATL 3  | LGA    | SEB 2  |        | 17° | 90    | 6° | 247   |
| 2020 | DPi       | Acura ARX-05 | Ricky Taylor        | DAY 8  | DAY 8  | SEB 7 | ELK 1 | ATL 1 | MOH 1  | ATL 2  | LGA 1  | SEB 8  |        | 1°  | 265   | 1° | 265   |
| 2020 | DPi       | Acura ARX-05 | Hélio Castroneves   | DAY 8  | DAY 8  | SEB 7 | ELK 1 | ATL 1 | MOH 1  | ATL 2  | LGA 1  | SEB 8  |        | 1°  | 265   | 1° | 265   |
| 2020 | DPi       | Acura ARX-05 | Alexander Rossi     | DAY 8  | DAY    | SEB   | ELK   | ATL   | MOH    | ATL 2  | LGA    | SEB 8  |        | 20° | 78    | 1° | 265   |
| 2023 | GTP       | Porsche 963  | Nick Tandy          | DAY 8  | SEB 3  | LBH 1 | LGA 2 | WGL 9 | MOS 5  | ELK 7  | IMS 1  | ATL 10 |        | 4°  | 2691  | 4° | 2691  |
| 2023 | GTP       | Porsche 963  | Mathieu Jaminet     | DAY 8  | SEB 3  | LBH 1 | LGA 2 | WGL 9 | MOS 5  | ELK 7  | IMS 1  | ATL 10 |        | 4°  | 2691  | 4° | 2691  |
| 2023 | GTP       | Porsche 963  | Dane Cameron        | DAY 8  | SEB 3  | LBH   | LGA   | WGL   | MOS    | ELK    | IMS    | ATL    |        | 17° | 580   | 4° | 2691  |
| 2023 | GTP       | Porsche 963  | Laurens Vanthoor    | DAY    | SEB    | LBH   | LGA   | WGL   | MOS    | ELK    | IMS    | ATL 10 |        | 25° | 236   | 4° | 2691  |
| 2023 | GTP       | Porsche 963  | Felipe Nasr         | DAY 7  | SEB 5  | LBH 3 | LGA 9 | WGL 7 | MOS 6  | ELK 1  | IMS 2  | ATL 4  |        | 5°  | 2691  | 5° | 2691  |
| 2023 | GTP       | Porsche 963  | Matt Campbell       | DAY 7  | SEB 5  | LBH 3 | LGA 9 | WGL 7 | MOS 6  | ELK 1  | IMS 2  | ATL 4  |        | 5°  | 2691  | 5° | 2691  |
| 2023 | GTP       | Porsche 963  | Michael Christensen | DAY 7  | SEB 5  | LBH   | LGA   | WGL   | MOS    | ELK    | IMS    | ATL    |        | 18° | 556   | 5° | 2691  |
| 2023 | GTP       | Porsche 963  | Josef Newgarden     | DAY    | SEB    | LBH   | LGA   | WGL   | MOS    | ELK    | IMS    | ATL 4  |        | 22° | 304   | 5° | 2691  |